# Fidonie lutée
Crocota tinctaria
Espèce
Synonymes
- Crocota lutearia (Fabricius, 1794)
- Geometra tinctaria (Hübner, 1799)
- Phalaena lutearia (Fabricius, 1794)

La Fidonie lutée (Crocota tinctaria) est une espèce de Lépidoptères de la famille des Geometridae et du genre Crocota, décrite par Jakob Hübner en 1799.

## Distribution
Espèce à répartition européenne, elle est présente dans l'ensemble de l'arc Alpin, notamment en Suisse, Italie et en France où elle se retrouve aussi dans le Massif central,.

## Description et confusion possible
La Fidonie lutée bien que semblant facilement reconnaissable à sa couleur jaune dorée bien prononcée chez les mâles, les femelles ayant une teinte légèrement plus claire, est en réalité indissociable, sans l'examen des genitalia, de Crocota pseudotinctaria avec qui elle peut cohabiter,.

## Biologie
Cette espèce vit exclusivement entre 900 et 2 000 mètres d'altitude. L'imago vole de juin à août dans les prairies montagnardes et sub-alpines où il peut être observé de jour butinant diverses fleurs, c'est un pollinisateur de la Nigritelle noire, une orchidée de haute altitude,.
La chenille se nourrit sur diverses plantes basses notamment Taraxacum officinale, Bistorta officinalis ainsi que plusieurs espèces d'oseille et de plantain,.
La Fidonie lutée hiverne sous forme de chenille.